# Чемоданово (Калузька область)
Чемоданово (рос. Чемоданово) — присілок в Юхновському районі Калузької області Російської Федерації.
Населення становить 176 осіб. Входить до складу муніципального утворення Присілок Чемоданово.

## Історія
Від 2004 року входить до складу муніципального утворення Присілок Чемоданово

## Населення
| 2002 | 2010 |
| ---- | ---- |
| 229  | ↘176 |